# Истиклял
Вижте пояснителната страница за други значения на Истиклял.
„Истиклял“ (на турски: İstiklal Caddesi), исторически известен като Голямото авеню на Пера (османски турски: جادهٔ كبیر, романизиран: Cadde-i Kebir; гръцки: Μεγάλη Οδός του Πέραν, романизиран: Megali Odos tou Peran; френски: Grande Rue de Péra), в историческия район Бейоулу (Пера), е елегантна 1,4 километрова пешеходна улица и един от най-известните булеварди в Истанбул, Турция. Придобива съвременното си име след обявяването на републиката на 29 октомври 1923 г., İstiklal (Независимост), в чест на триумфа на Турция в нейната война за независимост.
Улицата започва в северния край на Галата (средновековния генуезки квартал) от площад Тюнел и стига до площад Таксим. Той е заобиколен от сгради от късната османска епоха (предимно от 19-ти и началото на 20-ти век) в различни стилове, включително неокласически, неоготически, ренесансово възраждане, изящни изкуства, ар нуво и първата турска национална архитектура. Има и няколко сгради в стил арт деко от ранните години на Турската република и редица по-нови примери за модерна архитектура. Много от тях някога са били жилищни блокове, но повечето сега са заети от бутици, музикални магазини, художествени галерии, кина, театри, библиотеки, кафенета, пъбове, нощни клубове с музика на живо, хотели, исторически сладкарници, шоколатиери, ресторанти и непрекъснато нарастващ брой на международни вериги магазини. Има дори клон на Мадам Тюсо.
Площад Галатасарай бележи средата на булеварда и е дом на най-старото средно училище в Турция: гимназията Галатасарай (Galatasaray Lisesi), първоначално известна като Galata Sarayı Enderun-u Hümayunu. Паметник, днес ограден като полицейски пост, отбелязва петдесетата годишнина от основаването на Турската република през 1973 г.
Булевардът образува гръбнак с тесни странични улички, минаващи от него като гръдния кош. Много исторически и политически значими сгради могат да бъдат намерени на или непосредствено до булевард Истиклял. Те включват Çiçek Pasajı (Цветния пасаж), който е пълен с оживени ресторанти и таверни; Balık Pazarı (Рибният пазар) с арменската църква Юч Хоран от едната страна; джамията Хюсеин Ага; римокатолическите църкви Санта Мария Драперис и Сан Антонио ди Падуа; гръцката православна църква Света Триада; няколко академични институции, създадени от Австрия, Франция, Германия и Италия през 19 век; и консулствата (посолства до 1923 г., когато се преместват в новата столица Анкара) на Франция, Гърция, Холандия, Русия, Испания и Швеция (консулството на Обединеното кралство е точно до булевард Истиклял на улица Мешрутийет).
В южния край на булеварда е възможно да се качите на Тюнел (Тунела), второто най-старо метро в света, който влиза в експлоатация през 1875 г. и превозва пътници до Каракьой. Фотогеничен червено-кремав трамвай се движи по булеварда от Тюнел до площад Таксим на всеки 15 минути.

## История
По време на османския период булеварда се е наричал Cadde-i Kebir (Голямо авеню) на турски или Grande Rue de Péra на френски. Това е популярно място за събиране, където османските интелектуалци общуват с европейците и местните италиански и френски левантинци. Когато пътешествениците от 19-ти век наричат Константинопол (днешен Истанбул) Париж на Изтока, те обикновено имат предвид Grande Rue de Péra и нейната космополитна, полуевропейска, полуазиатска култура.
На 6 – 7 септември 1955 г. антигръцки погром в Истанбул довежда до ограбване на много магазини по булеварда; тротоарите му са покрити със счупени стъкла, разпръснати дрехи, разбита бяла техника, изгорени автомобили и други предмети, които са принадлежали на гръцките собственици на разрушените магазини.
Между 1950-те и 1970-те години на миналия век страничните улици около Emek Pasajı са били дом на Yeşilcam, местният еквивалент на Холивуд в Турция, факт, отбелязан в името на улицата Yeşilcam Sokağı.
Булевардът обезлюдява през 70-те и 80-те години на миналия век, когато старите жители на Истанбул се преместват другаде, а страничните улици (тогава скандално известни с барове и нощни клубове с музика на живо и шоу програми, наречени pavyon на турски) са заселени отново от мигранти от селските райони на Анадола.
В края на 1980-те и началото на 1990-те се случва съживяване, оглавено и изпълнено от Столична община Истанбул (İstanbul Büyükşehir Belediyesi) и община Бейоулу. Историческите сгради са възстановени, улицата става пешеходна, а старите исторически трамваи са възстановени, връщайки голяма част от стария чар и популярност на булеварда. Истиклял отново се превръща в център за изящни изкуства и свободно време в Истанбул и цените на недвижимите имоти скачат до небето. Множество нови художествени галерии, книжарници, кафенета, пъбове, ресторанти, магазини и хотели са открити във и около улицата, а местата около нея стават домакини на много международни фестивали на изкуството, като годишния филмов фестивал в Истанбул.
До средата на 2010-те булевард Истиклял също е популярно място за всякакви събития като парадите на Истанбул Прайд и Международния ден на жената. Шествия, събирания и протести там се провеждат буквално всеки ден. След протестите в парка Гези през 2013 г. обаче всички подобни събирания са ефективно забранени.
На 19 март 2016 г. самоубийствен атентат на булевард Истиклял убива 5 души.
На 13 ноември 2022 г. на булевард Истиклял избухва експлозия, която убива 6 души и оставя 81 ранени.

### Забележителни сгради

#### Религиозни сгради
- Църква Сант'Антонио ди Падуа
- Гръцка православна църква Света Триада
- Църква Санта Мария Драперис
- Хюсейн Ага джамия

#### Училища
- Гимназия Галатасарай

#### Исторически сгради и резиденции
- Старата поща на Галатасарай
- Румели Пасажи
- Хазопуло Пасажи
- Апартаменти Mısır
- Casa Botter, един от най-добрите примери за архитектура в стил арт нуво в Истанбул
- Grand Pera, дом в миналото на Cercle d'Orient, а сега на Мадам Тюсо в Истанбул
- Токатлиян хан, някогашен дом на хотел Гранд Токатлиян

#### Храни и напитки
- Çiçek Pasajı, мястото на театър „Наум“ до 1870 г.
- Lebon Patisserie & Café, несъществуваща историческа сладкарница и кафене
- Markiz Pastanesi, известна историческа сладкарница и шоколадова фабрика
- Narmanlı Han, първоначално дом на руското посолство, по-късно дом на художничката Алие Бергер, днес се помещават кафенета и ресторанти

#### Дипломатически мисии
- Нидерландско консулство
- Френско консулство
- Гръцко консулство
- Руско консулство
- Шведско консулство

#### Култура и изкуства
- Istanbul Cinema Museum
- Yapı Kredi Art Gallery
- Beyoğlu Sanat Galerisi
- Akbank Sanat Galerisi
- SALT Beyoğlu
- Meşher Art Gallery